# Довитљиви мали чудаци
Довитљиви мали чудаци је пети албум групе Хаустор који је требао да буде објављен почетком 90-их година, али је објављен 2017. године поводом реиздања дигитално ремастеризованог албума Апокалипсо Дарка Рундека.
Албум никада није завршен због распада групе.

## Позадина
Након изласка Тајног града, Рундек се најчешће бавио реализацијом радио драма и музике за позориште. Током 1989. и 1990. на таласима Радио Загреба (данас Хрватски радио)  емитоване су драме Мисија, циклус од шест драма Хорор-сцена, Пиратска снимка, Еурипидове Феничанке и др.
1991. године је постао отац.

## О албуму
Песме из 1990. урађене су у нешто споријем ритму. Осим тога, занимљиво је приметити и промену у Рундековом гласу кроз песме “Море море”, “Хијањатха”, “Señor”.
Више од деценију касније, односно 2002. године, публика је ову песму испратила уз коментаре да је Рундек сјајно описао ратна збивања 90-их описујући “веселе мухе” и певајући о “црвеним капима које су пале на бијело”. Сам аутор није говорио о инспирацији за текст, па није ни познато да ли је Рундек 1990. певао о ономе што је тада многима било јасно, али од чега су склањали поглед – о рату и крвопролићу које ће захватити народе.
Ипак, све песме, осим “Дисања”, у нешто другачијем аранжману или са измиењеним текстом, Рундек је објавио годинама касније, на албумима “Апокалипсо”, “У широком свијету” и “Руке”.

## Листа песама
| №  | Назив      | Трајање |  |
| 1. | Хијањатха  | 4:18    |  |
| 2. | Дисање     | 3:10    |  |
| 3. | Иста слика | 3:25    |  |
| 4. | Море море  | 5:37    |  |
| 5. | Señor      | 4:59    |  |

## Пријем
Portal Analitika је писала главни разлог због ког је албум дочекао објављивање јесте песма  “Señor”, додајући да остатак материјала ни квалитетом ни темом не успевају да испрате два ударна момента.

## Занимљивости
- Како је изјавио сам Рундек, “Довитљиви мали чудаци” нису никад објављени јер се ни саставу није нарочито свиђао материјал, па “ни сада не би гурао руке у ватру за те песме”, мислећи на њихове аранжмане, јер “Иста слика” и “Señor” представљају део репертоара на готово сваком концерту Рундек Карго Трија. Управо ове две песме су и најзанимљивије за публику, због прича које стоје иза њих, али и због измењеног текста у случају композиције “Señor[4]”.
- За песму “Señor” се знало да је написана за никад објављени албум Хаустора, о чему је говорио и Рундек[4][11].
- “Иста слика” се налази на албуму “Руке”, а у споту за њу се, поред екипе тадашњег Карго оркестра појављује и глумац Сергеј Трифуновић. Оно што је до сада било мало познато јесте да је та песма снимљена 1990. године, пред распад групе али и тадашње Југославије[4].
- 10 година пре него што се појавила "Иста слика" у Рундековој изведби, на једној компилацији се пронашла Хаусторова верзија ове песме.[13][14]